# Arvisionadu

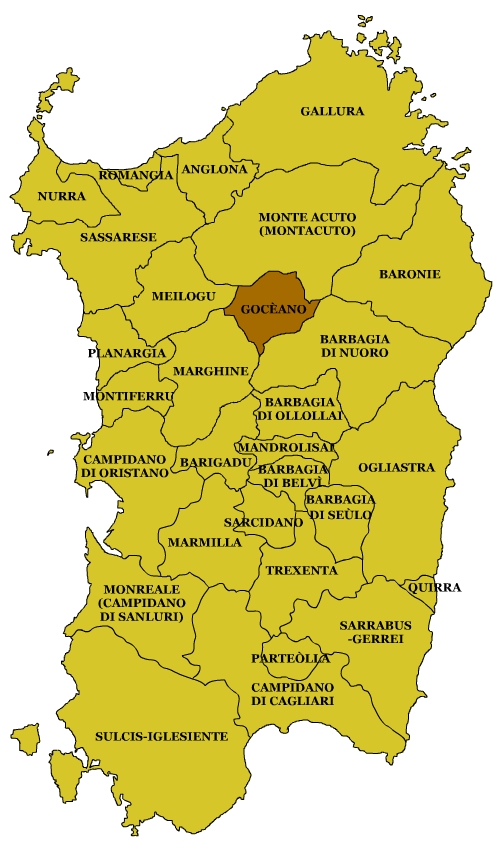
Arvesiniadu è un tipico vitigno della regione storica del Goceano

Arvisionadu o Arvesiniadu è un rarissimo vitigno autoctono a bacca bianca della Sardegna.
La sua diffusione in Sardegna è limitata a circa 20 ettari presenti soprattutto nella regione storica del Goceano, nei comuni di Benetutti e Bono .
Il progetto di ricerca "AKINAS - Vitigni unici dalla biodiversità della Sardegna" lo definisce un "Unicum", termine utilizzato per definire quei vitigni per i quali non è stata trovata nessuna corrispondenza genetica.

## Storia
Le prime citazioni del vitigno risalgono alla pubblicazione dello studioso sassarese Andrea Manca Dell'Arca (1780) che, descrivendo le varietà allora coltivate, lo chiama "Arvu siniagu, dai grani prolongati e rari".
Il professor Sante Cettolini, direttore della Regia Scuola di Viticoltura e di Enologia di Cagliari da lui diretta dal 1899 al 1921, nel suo libro "Profili di enotecnia sarda: scritti vari" del 1886 lo cita col nome di "Arvusiniagu: Uva bianca. È ricordata anche dal Manca, quindi antica. Nel nuorese dicesi anche Arvusemidanu".
Successivamente Alberto Cara, nel 1909 ne riporta la presenza nei territori di Ozieri (col nome di Alvu-signadu), Bono (Avresiniadu), e Sassari (Arvusiniagu).
Nuove schede ampelografiche del vitigno sono pubblicate da Deidda (1964) e da Calò, Costacurta e Scienza (2001).
Il vitigno viene poi citato nelle liste OIV (1996)  e da Galet (2000) ed è presente nella collezione nazionale italiana dei vitigni gestita dal CRA di Conegliano (TV), in quella francese gestita dall’INRA presso Montpellier e nelle collezioni regionali sarde gestite dall’Università di Sassari (Oristano) e dall’Agenzia Regionale AGRIS (Villasor).